# Трубка Вільямса

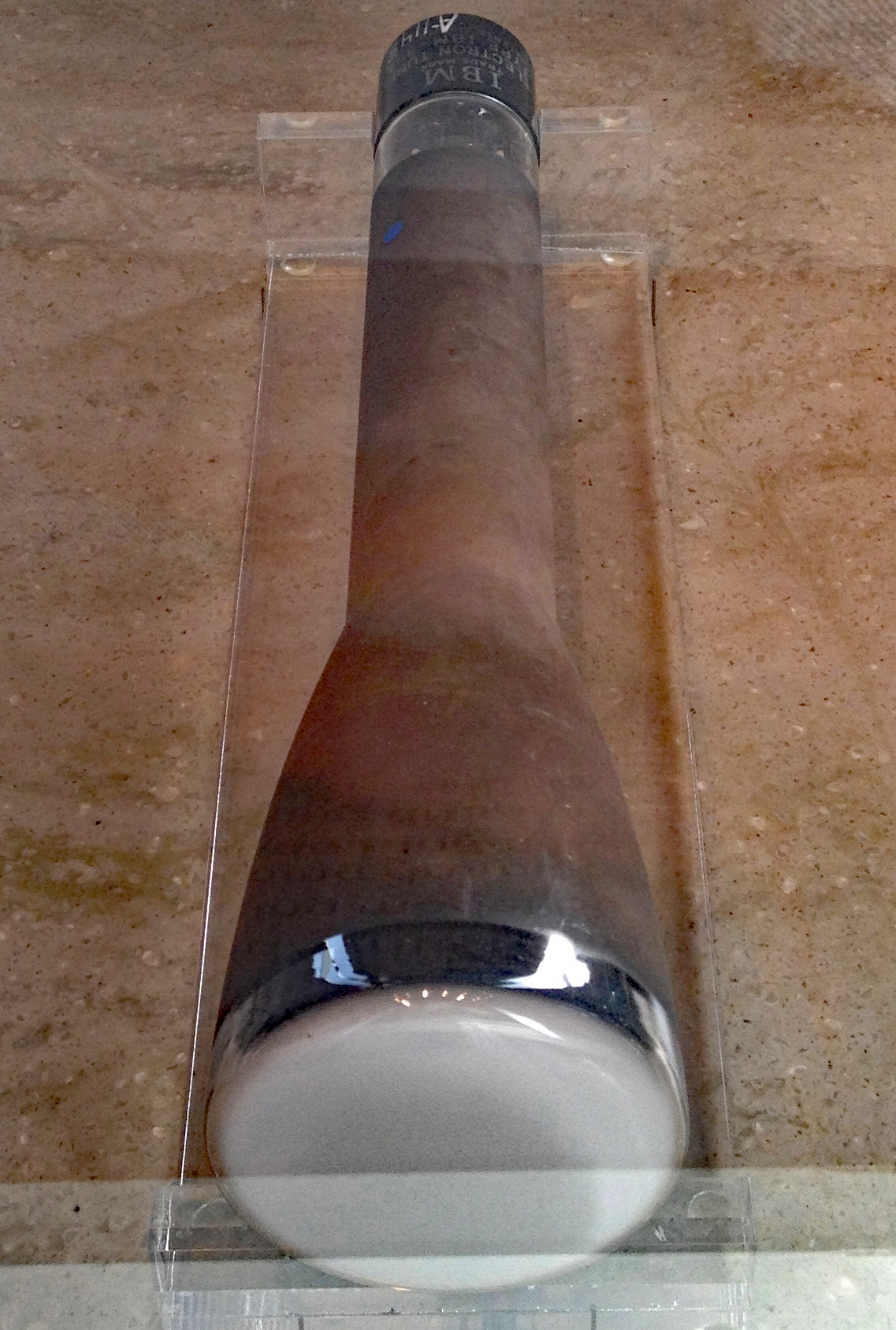
Трубка Вільямса–Кілберна з комп'ютера IBM 701. Музей комп'ютерної історії, Маунтін-В'ю, Каліфорнія

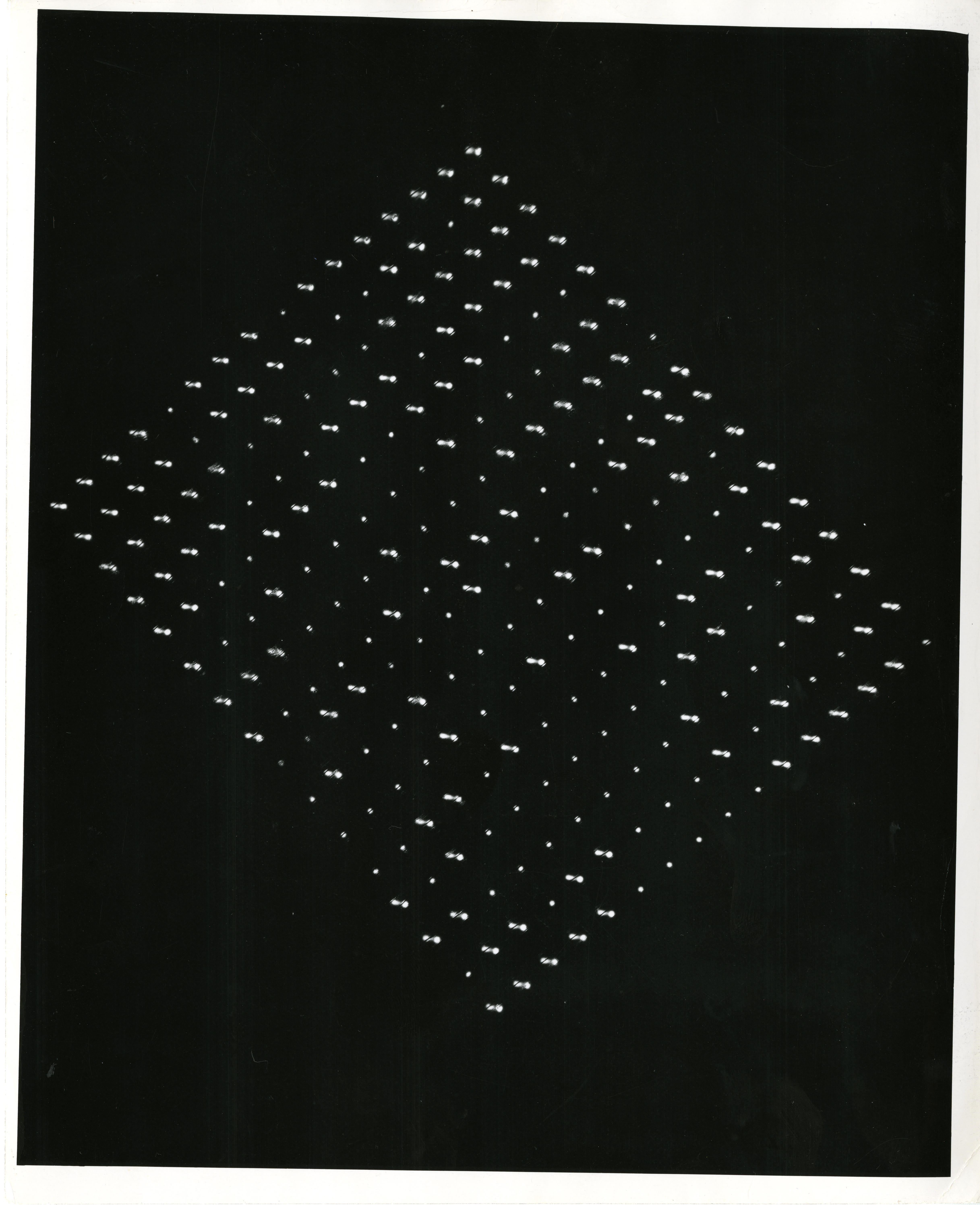
Візуальне відображення бітів пам'яті на екрані трубки Вільямса у комп'ютері SWAC

Трубка Вільямса, трубка Вільямса — Кілберна, запам'ятовувальна електронно-променева трубка — запам'ятовувальний пристрій на основі електронно-променевої трубки, призначений для зберігання в електронному вигляді двійкових даних. Запам'ятовувальні трубки використовувалися як пам'ять на деяких ранніх комп'ютерах, таких як IBM 701.
Винахідники запам'ятовувальної трубки, Вільямс і Кілберн, отримали патент на свій винахід у Великій Британії 11 грудня 1946 року та 2 жовтня 1947, а згодом і в США.

## Принцип роботи
Робота трубки Вільямса базується на ефекті вторинної емісії: коли пучок електронів бомбардує люмінофор, нанесений на внутрішню поверхню трубки, зазвичай це спричиняє світіння люмінофору. Але якщо енергія пучка електронів вища деякої межі, значення якої залежить від хімічного складу люмінофору, то з нього можуть бути вибиті додаткові електрони, які проходять незначну відстань і притягуються назад поверхнею трубки (падаючи на деякій відстані від місця, де їх було вибито).
Загалом цей ефект призводить до виникнення невеликого позитивного заряду у місці вибивання (через невелику нестачу електронів), і до виникнення невеликого негативного заряду у місці, куди повернулися електрони. Потенціальна яма, що утворилася в результаті, залишається на поверхні трубки частки секунди (поки електрони переміщуються до свого початкового положення). Точний час залежить від електричного опору і ємності люмінофору і від розміру потенціальної ями.

## Історія розробки

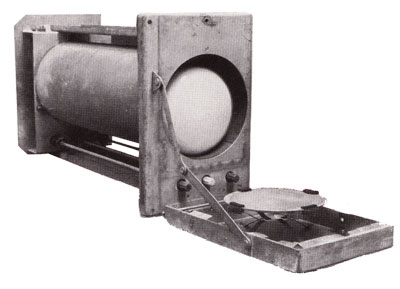
Трубка Вільямса-Кілберна
Схема пам'яті на трубці Вільямса, з патенту 1947 року
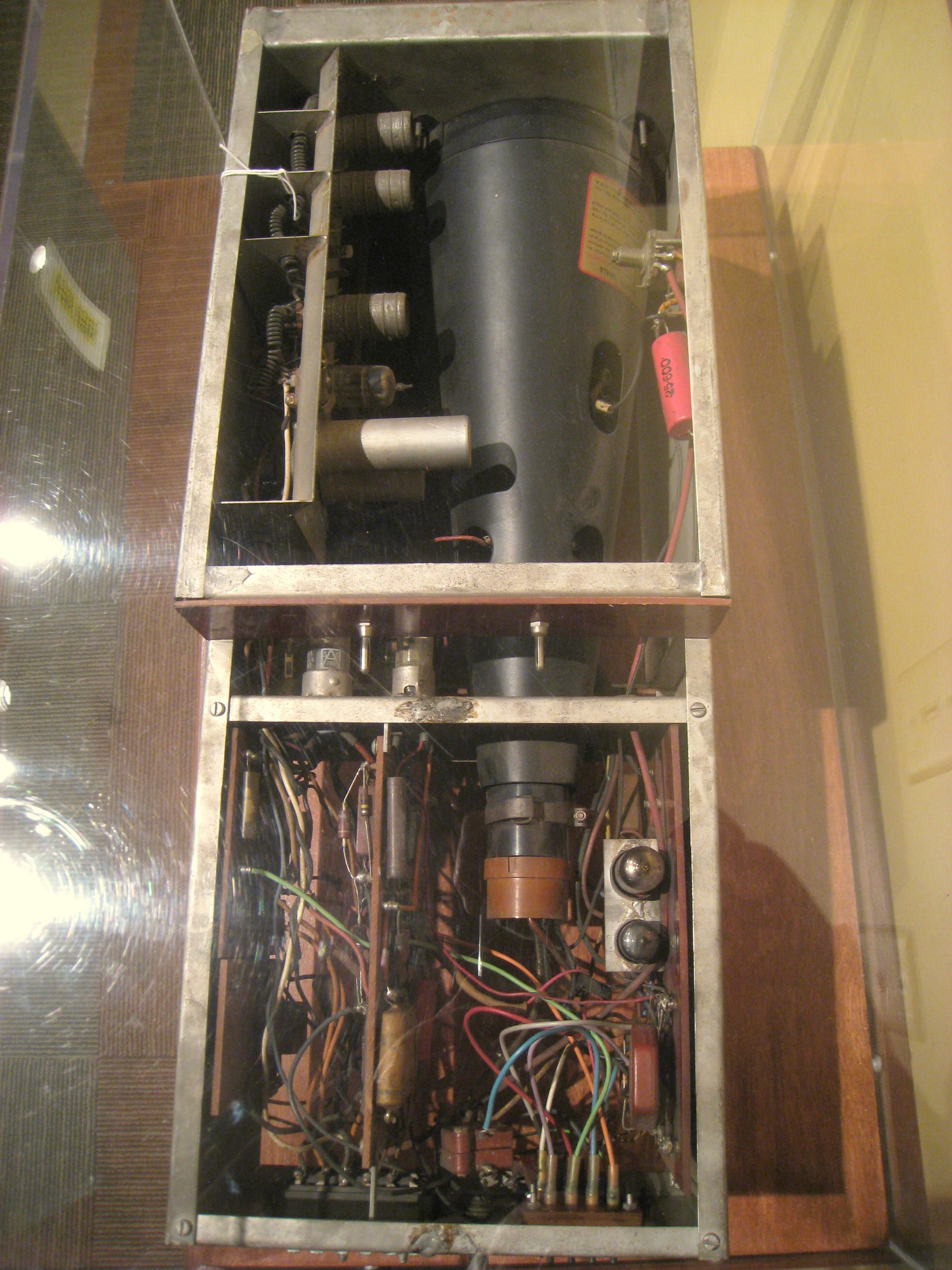
Зібраний модуль SWAC з трубкою Вільямса
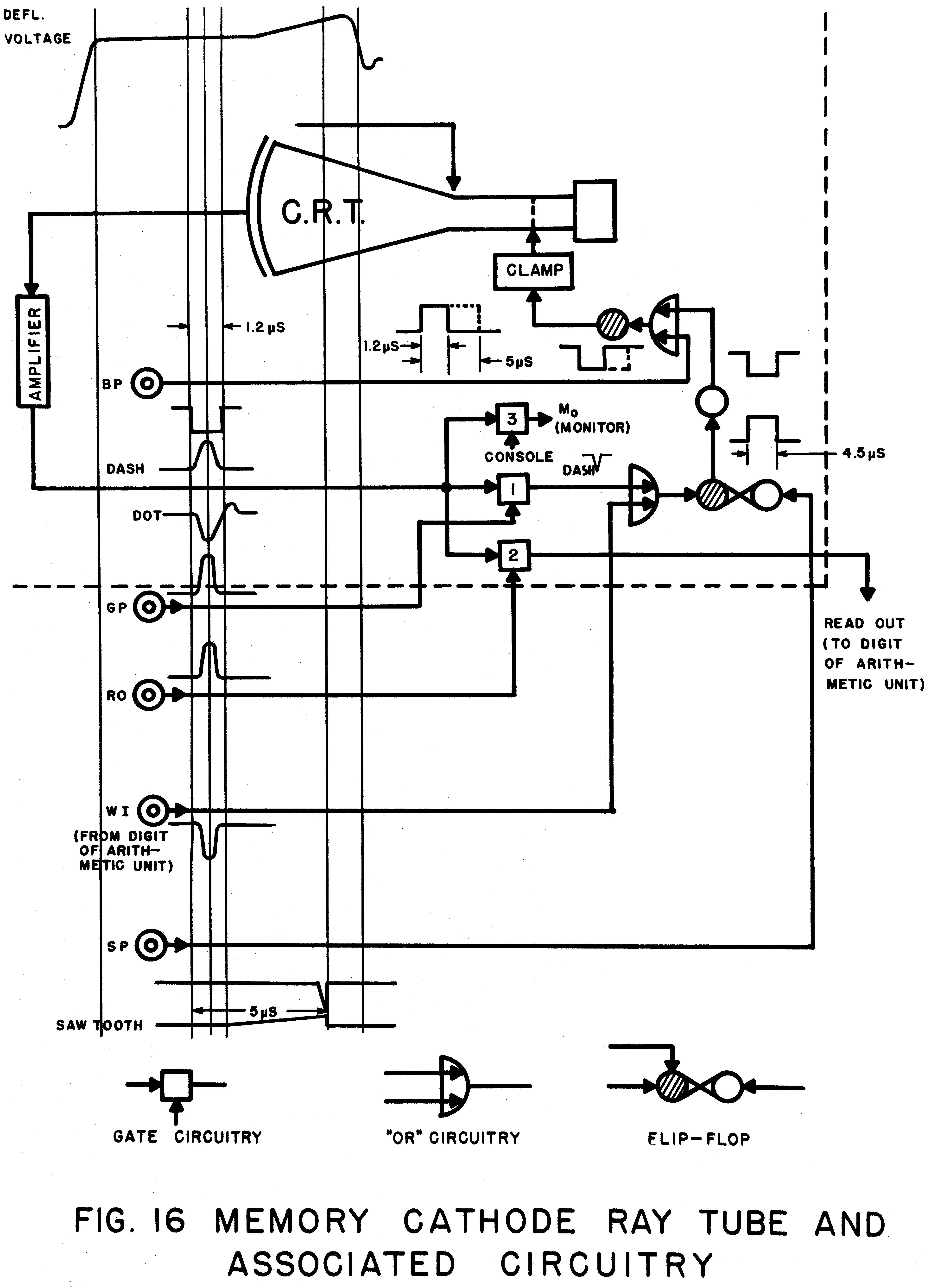
Схема модуля SWAC